# الینور هیبرت
الینور آلیس هیبرت (به انگلیسی: Eleanor Alice Hibbert) نویسندهٔ انگلیسی در قرن بیستم میلادی (تولد ۱ سپتامبر ۱۹۰۶، درگذشت ۱۸ ژانویهٔ ۱۹۹۳) بود که بیش از ۲۰۰ عنوان کتاب در موضوعات مختلف نوشته‌است. وی، بسته به موضوع، از نام‌های مستعار متفاوت برای انتشار آثار خود استفاده می‌کرد؛ به‌طور مثال جین پلیدی برای داستان‌های تاریخی پادشاهان اروپا، ویکتوریا هولت برای داستان گوتیک و فیلیپا کار برای ادبیات حماسی خاندانی. همچنین چندین رمان عاشقانه، جنایی، رازآلود و ترسناک را با نام‌های مستعار الینور بورفورد، البور فورد، کاتلین کلو، آنا پرسیوال و الالیس تیت نوشت.

## آثار
براساس پایگاه کتابشناسی کتابخانه ملی ایران تاکنون این کتاب‌ها از الینور هیبرت به فارسی ترجمه شده است:
| سال انتشار | عنوان در ایران        | نام مستعار نویسنده | عنوان اصلی                                            |
| ---------- | --------------------- | ------------------ | ----------------------------------------------------- |
| ۱۹۶۳       | ع‍روس خ‍ان‍وادهٔ پ‍ن‍دوری‍ک        | ویکتوریا هولت      | Bride of Pendorric                                    |
| ۱۹۶۸       | م‍ل‍ک‍هٔ ن‍اراض‍ی                | ویکتوریا هولت      | The Queen's Confession: The Story of Marie-Antoinette |
| ۱۹۷۱       | سایهٔ لینکز            | ویکتوریا هولت      | Shadow of the Lynx                                    |
| ۱۹۷۲       | ش‍ب ه‍ف‍ت‍م‍ی‍ن ب‍در / ش‍ب ه‍ف‍ت‍م م‍اه       | ویکتوریا هولت      | On the Night of the Seventh Moon                      |
| ۱۹۷۳       | ن‍ف‍ری‍ن ف‍راع‍ن‍ه / ن‍ف‍ری‍ن پ‍ادش‍اه‍ان     | ویکتوریا هولت      | The Curse of the Kings                                |
| ۱۹۷۴       | پ‍ادش‍اه ح‍رام‍زاده           | جین پلیدی          | The Bastard King                                      |
| ۱۹۷۴       | خ‍ان‍هٔ ه‍زار ف‍ان‍وس            | ویکتوریا هولت      | The House of a Thousand Lanterns                      |
| ۱۹۷۵       | م‍ری م‍ل‍ک‍هٔ اس‍ک‍ات‍ل‍ن‍د: ش‍ی‍طان زی‍ب‍ای اس‍ک‍ات‍ل‍ن‍د | جین پلیدی          | Mary Queen of Scots: The Fair Devil of Scotland       |
| ۱۹۷۶       | غ‍رور طاووس             | ویکتوریا هولت      | The Pride of the Peacock                              |
| ۱۹۷۸       | رق‍ی‍ب م‍ن م‍ل‍ک‍ه                | ویکتوریا هولت      | My Enemy, the Queen                                   |
| ۱۹۹۰       | س‍رن‍وش‍ت ن‍اخ‍واس‍ت‍ه              | جین پلیدی          | The Reluctant Queen                                   |